# Franjo Galović
Franjo Galović (Koprivnica, 1690. – Lepoglava, 12. siječnja 1728.), bio je hrvatski katolički svećenik, pisac i profesor.

## Životopis
Franjo Galović rodio se u Koprivnici 1690. godine. Nakon završenog osnovnog obrazovanja u rodnom gradu stupio je u pavlinski red. Redovničke zavjete položio je 25. listopada 1711. godine, u 21. godini. Tada je već bio stekao akademsko zvanje logicus. Kao profesor je predavao u učilištu u Lepoglavi, filozofiju i bogoslovlje, od 1719. do 1722. godine i od 1723. do 1727. godine, a 1721. godine napisao je djelo Philosophia naturalis peripathetica, koje se u rukopisu čuva u knjižnici pavlinskog samostana u Jasnoj Gori (Bibliotheca Claromontana) u Poljskoj.